# The Red Strings Club
The Red Strings Club es un videojuego perteneciente al género de aventura gráfica ciberpunk desarrollado por la empresa española desarrolladora Deconstructeam y publicado por Devolver Digital.

## Jugabilidad
The Red Strings Club es un juego de aventuras ambientado en un mundo de temática cyberpunk.

## Desarrollo y lanzamiento
Red Strings Club fue desarrollado por el estudio español de videojuegos independientes Deconstructeam. El videojuego fue anunciado en octubre del año 2017. El videojuego fue publicado por la distribuidora estadounidense Devolver Digital y fue lanzado para Windows, MacOS y Linux el 22 de enero del año 2018.

## Recepción
The Red Strings Club recibió críticas "generalmente favorables" de parte de los críticos según la página de crítica y reseña Metacritic.
La edición en español la revista Edge le dio una calificación de 9/10.